# Butuc
Butuc (Buthuc) ist eine osttimoresische Aldeia im Suco Leber (Verwaltungsamt Bobonaro, Gemeinde Bobonaro). 2015 lebten in der Aldeia 234 Menschen.

## Geographie
Butuc bildet den Westen des Sucos Leber. Östlich befinden sich die Aldeias Leber-Taz und Mabelis. Im Nordosten grenzt Butuc an den Suco Tapo, im Nordwesten an den Suco Saburai, im Südwesten an den Suco Gildapil und im Süden an den Suco Lontas. Im Osten entspringt der Lelepo, ein Nebenfluss des Loumeas. Im Westen liegt der Tapo (Lage) (auch Leohito), mit 1939 m der höchste Berg der Gemeinde Bobonaro, wenn man vom Gebirge an der Ostgrenze absieht. Der Lolo Latua (1624 m, Lage) ist ein kleiner Gipfel am Rand des Höhenzugs des Tapos, genauso der Lakus (1765 m, Lage), an der Grenze zum Suco Tapo.
An der Nordgrenze der Aldeia liegt das Dorf Butuc. Durch das Dorf und die Aldeia führt eine Überlandstraße, die den Ort Lolotoe mit dem Norden Osttimors verbindet. Im Ort Butuc befindet sich eine Grundschule.

## Politik
2023 wurde Duarte Noronha zum Chefe de Aldeia gewählt.